# 甘米居紀念音樂廳
格雷迪·甘米居紀念音樂廳（Grady Gammage Memorial Auditorium），是一處位於亞利桑那州立大學的音樂廳，由建築師法蘭克·洛伊·萊特所設計。
此音樂廳的名字是來自格雷迪·甘米居博士，他曾在1933到1959年間於亞利桑那州立大學擔任校長。
這座建築於1985年被列入美國國家史蹟名錄。